# Фьеллеруп, Ева
Ева Фьеллеруп (30 апреля 1962) — датская пятиборка. 4-кратная чемпионка мира по современному пятиборью в личном первенстве.

## Достижения
Мировые чемпионаты:
- Линчепинг 1990: золото в индивидуальном первенстве.
- Сидней 1991: золото в индивидуальном первенстве
- Дармштадт, 1993: золото в индивидуальном первенстве
- Шеффилд 1994: золото в индивидуальном первенстве и бронза в эстафете команды.
- Базель 1995: бронза в командном первенстве и эстафете.

Является 5-кратной чемпионкой Дании по современному пятиборью.
Выступала на Играх 1996 года в сборной команде Дании по фехтованию, заняла 32 место.